# Чемпионат мира по академической гребле 1995
25-й чемпионат мира по академической гребле прошёл с 20 по 27 августа 1995 года в Тампере (Финляндия). В нём приняли участие 1167 гребцов из 52 стран, которые разыграли награды в 24 дисциплинах.

## Медалисты

### Мужчины
| Дисциплина                | Золото | Золото  | Серебро | Серебро | Бронза | Бронза  |
| ------------------------- | --- | ------- | --- | ------- | --- | ------- |
| Одиночки M1x              | Изток Чоп Словения | 6:52,93 | Юри Яансон Эстония | 6:53,48 | Вацлав Халупа Чехия | 6:54,14 |
| Двойки парные M2x         | Дания · Ларс Кристенсен · Мартин Хансен | 6:17,01 | Германия · Андре Штайнер · Штефан Фолькерт | 6:19,42 | Норвегия · Стеффен Стёрсет · Хьетиль Унсет | 6:21,84 |
| Двойки без рулевых M2-    | Великобритания · Мэттью Пинсент · Стивен Редгрейв | 6:28,11 | Австралия · Роберт Уокер · Ричард Уирн | 6:29,87 | Франция · Мишель Андриё · Жан-Кристоф Роллан | 6:30,63 |
| Двойки с рулевыми M2+     | Италия · Джулиано Де Стабиле · Лука Сартори · Антонио Чирилло (рул)                                                                                     | 7:35,11 | Франция · Антуан Беген · Лоран Беген · Кристоф Латтеньян (рул) | 7:37,97 | Бельгия · Франк Мортгат · Доминик Вердейен · Бенуа Оллеманс (рул) | 7:41,21 |
| Четвёрки парные M4x       | Италия · Алессандро Корона · Россано Гальтаросса · Массимо Парадизо · Алессио Сартори                                                                   | 6:10,09 | Германия · Марко Гайслер · Андреас Хайек · Марко Швальбе · Андре Вилльмс                                                                                                  | 6:11,62 | Аргентина · Сантьяго Фернандес · Серхио Фернандес · Рубен Кнульст · Гильермо Пфааб | 6:12,62 |
| Четвёрки без рулевых M4-  | Италия · Риккардо деи Росси · Раффаэлло Леонардо · Вальтер Молеа · Карло Морнати                                                                        | 5:58,28 | Великобритания · Тимоти Фостер · Руперт Обхольцер · Грегори Сирл · Джонатан Сирл                                                                                          | 5:58,89 | Польша · Пётр Баста · Войцех Янковский · Мацей Ласицкий · Яцек Штрайх | 6:02,13 |
| Четвёрки с рулевыми M4+   | США · Кристиан Аренс · Этвуд Коллинз · Бенджамин Холбрук · Скотт Манн · Питер Чиполлоне (рул)                                                           | 6:37,50 | Новая Зеландия · Мёрдок Драйден · Эндрю Мэтисон · Кристофер Макаси · Кристофер Уайт · Майкл Уиттакер (рул)                                                                | 6:38,65 | Италия · Лоренцо Карбончини · Лука Каваллини · Чиро Лигуори · Рокко Пекораро · Винченцо Ди Пальма (рул)                                                                                | 6:40,14 |
| Восьмёрки M8+             | Германия · Роланд Бар · Штефан Форстер · Детлеф Кирхгофф · Ике Ландфойгт · Йохен Лерхе · Франк Рихтер · Дитер Затор · Марк Вебер · Петер Тиде (рул)     | 5:53,40 | Нидерланды · Михил Бартман · Кай Компагнер · Николас Ринкс · Нилс ван дер Зван · Яп Крейтенбург · Нилс ван Стенис · Хенк-Ян Зволле · Роналд Флорейн · Йерун Дёйстер (рул) | 5:55,54 | США · Джонатан Браун · Шон Холл · Фредрик Хонбейн · Роберт Келер · Джеффри Клепацки · Джеймс Ковен · Майкл Питерсон · Дональд Смит · Стивен Сегалофф (рул)                             | 5:57,46 |
| Лёгкий вес                | |         | |         | |         |
| Одиночки LM1x             | Питер Хайнинг Великобритания | 7:29,78 | Томаш Кацовский Чехия | 7:31,60 | Андерс Бремс Дания | 7:33,24 |
| Двойки парные LM2x        | Швейцария Маркус Гир Михаэль Гир | 6:45,56 | Швеция · Андерс Кристенссон · Маттиас Тичи | 6:46,83 | Австралия · Энтони Эдвардс · Брюс Хик | 6:47,60 |
| Двойки без рулевых LM2-   | Италия · Карло Гранде · Паскуале Марильяно | 7:08,64 | Франция · Себастьен Бель · Ксавье Дорфман | 7:11,77 | Дания · Томас Эберт · Бо Хеленберг | 7:13,96 |
| Четвёрки парные LM4x      | Австрия · Гернот Фадербауэр · Вальтер Рантаза · Кристоф Шмёльцер · Вольфганг Зигль                                                                      | 6:09,32 | Германия · Франк Гюндер · Андреас Лутц · Бернхард Рюлинг · Йенс Векбах | 6:11,07 | Италия · Лоренцо Бертини · Паоло Питтино · Франко Санкассани · Массимо Гульельми | 6:13,71 |
| Четвёрки без рулевых LM4- | Италия · Карло Гадди · Леонардо Петтинари · Андреа Ре · Ивано Дзасио                                                                                    | 6:16,46 | Дания · Эскильд Эббесен · Виктор Феддерсен · Нильс Хенриксен · Томас Поульсен                                                                                             | 6:17,83 | Германия · Михаэль Бухгайт · Оливер Рау · Бернд Штомпоровски · Мартин Вайс | 6:18,44 |
| Восьмёрки LM8+            | Дания · Бо Андерсен · Торбен Йенсен · Томас Крофт · Карстен Глуд · Сёрен Хенриксен · Йеппе Йенсен · Микаэль Йенсен · Бо Вестергор · Деннис Ларсен (рул) | 5:53,45 | Великобритания · Кристофер Бейтс · Эндрю Бутт · Ниалл Гардем · Бенджамин Хелм · Дэвид Лемон · Джеймс Макнивен · Николас Стрэйндж · Джон Уильямсон · Джон Дикин (рул)      | 5:55,70 | Италия · Сальваторе Амитрано · Энрико Барбаранелли · Сабино Белломо · Данило Фраквелли · Стефано Фраквелли · Фабрицио Равази · Роберто Романини · Кармине Сомма · Гаэтано Януцци (рул) | 5:58,77 |

### Женщины
| Дисциплина              | Золото | Золото  | Серебро | Серебро | Бронза | Бронза  |
| ----------------------- | --- | ------- | --- | ------- | --- | ------- |
| Одиночки W1x            | Мария Брандин Швеция | 7:26,00 | Силкен Лауман Канада | 7:29,07 | Аннелис Бредаль Бельгия | 7:34,29 |
| Двойки парные W2x       | Канада · Кэтлин Хеддл · Марни Макбин | 6:55,76 | Нидерланды · Эке ван Нес · Ирене Эйс | 6:55,84 | Новая Зеландия · Филиппа Бейкер · Бренда Лоусон | 6:59,43 |
| Двойки распашные W2-    | Австралия · Кейт Слаттер · Меган Стилл | 7:12,70 | США · Карен Крафт · Мелисса Райан | 7:14,90 | Франция · Селин Гарсия · Кристин Госсе | 7:16,49 |
| Четвёрки парные W4x     | Германия · Керстин Кёппен · Катрин Ручов · Яна Зоргерс · Яна Тиме                                                                                    | 6:40,80 | Канада · Ларисса Бизенталь · Кэтлин Хеддл · Марни Макбин · Дайан О’Грэйди                                                                                 | 6:43,02 | Нидерланды · Неллеке Пеннинкс · Эке ван Нес · Анита Мейланд · Ирене Эйс | 6:43,22 |
| Четвёрки распашные W4-  | США · Синди Брукс · Мелисса Айверсон · Лианн Нельсон · Кэтрин Скэнлон                                                                                | 7:03,53 | Германия · Герте Бухгайт · Дорин Мартин · Дана Пириц · Анке Вайлер                                                                                        | 7:05,13 | Беларусь · Тамара Давыденко · Ирина Грибко · Наталья Стасюк · Марина Знак                                                                                                  | 7:07,98 |
| Восьмёрки W8+           | США · Дженнифер Дор · Катриона Фэллон · Эми Фуллер · Энн Какела · Лорел Корхольц · Элизабет Маккаг · Мэри Маккаг · Моника Тренел · Ясмин Фарук (рул) | 6:50,73 | Румыния · Анджела Алупей · Юлия Бобейкэ · Вероника Кокеля · Дойна Игнат · Йоана Олтяну · Добрица Преда · Дойна Спырку · Анка Тэнасе · Кристина Илие (рул) | 6:52,76 | Нидерланды · Тесса Аппелдорн · Фемке Булен · Аннеке Венема · Марике Вестерхоф · Мюриэл ван Схилфгарде · Мейке ван Дрил · Тесса Кнавен · Рита де Йонг · Йисси де Волф (рул) | 6:54,25 |
| Лёгкий вес              | |         | |         | |         |
| Одиночки LW1x           | Ребекка Джойс Австралия | 8:14,66 | Катрин Мюлле Франция | 8:16,31 | Аннетте Богтстра Нидерланды | 8:18,61 |
| Двойки парные LW2x      | Канада · Коллин Миллер · Венди Уибе | 7:26,45 | Дания · Лене Андерссон · Берит Кристофферсен | 7:27,28 | Германия · Мишель Дарвилл · Рут Капс | 7:29,60 |
| Двойки распашные LW2-   | США · Кристин Коллинз · Эллен Минцнер | 7:55,99 | Великобритания · Элисон Браунлесс · Джейн Холл | 7:59,17 | Дания · Кристине Йёргенсен · Шэрон Тилгрин | 8:02,58 |
| Четвёрки распашные LW4- | США · Барбара Бирн · Линда Мури · Уитни Пост · Сара Симмонс                                                                                          | 7:08,48 | Великобритания · Джульет Мэхан · Робин Моррис · Джоанна Нич · Рэйчел Вулф                                                                                 | 7:09,74 | Германия · Янет Радюнцель · Гунда Раймерс · Ютта Шаустен · Габриэле Шульц                                                                                                  | 7:13,91 |

## Командный зачёт
| Место | Страна         | Золото | Серебро | Бронза | Всего |
| ----- | -------------- | ------ | ------- | ------ | ----- |
| 1     | США            | 5      | 1       | 1      | 7     |
| 2     | Италия         | 5      | 0       | 3      | 8     |
| 3     | Германия       | 2      | 4       | 3      | 9     |
| 4     | Великобритания | 2      | 4       | 0      | 6     |
| 5     | Дания          | 2      | 2       | 3      | 7     |
| 6     | Канада         | 2      | 2       | 0      | 4     |
| 7     | Австралия      | 2      | 1       | 1      | 4     |
| 8     | Швеция         | 1      | 1       | 0      | 2     |
| 9     | Австрия        | 1      | 0       | 0      | 1     |
| 9     | Словения       | 1      | 0       | 0      | 1     |
| 9     | Швейцария      | 1      | 0       | 0      | 1     |
| 12    | Франция        | 0      | 3       | 2      | 5     |
| 13    | Нидерланды     | 0      | 2       | 3      | 5     |
| 14    | Новая Зеландия | 0      | 1       | 1      | 2     |
| 14    | Чехия          | 0      | 1       | 1      | 2     |
| 16    | Румыния        | 0      | 1       | 0      | 1     |
| 16    | Эстония        | 0      | 1       | 0      | 1     |
| 18    | Бельгия        | 0      | 0       | 2      | 2     |
| 19    | Аргентина      | 0      | 0       | 1      | 1     |
| 19    | Беларусь       | 0      | 0       | 1      | 1     |
| 19    | Норвегия       | 0      | 0       | 1      | 1     |
| 19    | Польша         | 0      | 0       | 1      | 1     |
| Всего | Всего          | 24     | 24      | 24     | 72    |